# Lincoln Kirstein
Lincoln Edward Kirstein, född 4 maj 1907 i Rochester, New York, död 5 januari 1996 i New York, var en amerikansk balettförfattare.
Lincoln Kirstein grundade 1934 tillsammans med Edward Warburg The American Ballet och 1936 Ballet Caravan. Han upprättade 1940 Dance Archives Museum of Modern Art i New York och var sekreterare i det av honom tillsammans med George Balanchine 1946 grundade Ballet Society. Kirstein, som var en framstående baletteoretiker och balettkännare, utgav från 1942 tidskriften Dance Index, samt skrev flera böcker om dans, bland annat Dance (1935), Blast at ballet (1938) och Ballet alphabet (1939).